# Vojtech Neményi
Vojtech Neményi nebo maďarsky Béla Neményi (1. srpna 1899 Michalovce – 1945) byl československý sportovní plavec, pólista a sportovní šermíř maďarské národnosti, účastník olympijských her 1924.
Narodil se do rodiny východoslovenského advokáta a sportovního funkcionáře židovského původu dr. Vilmose Neményiho. Sportovat začal společně s mladším bratrem Gejzou v košickém klubu Kassai Atlétikai Club (KAC). Klub KAC byl až do roku 1923, kdy vznikla slovenská župa Československého amatérského plaveckého svazu, členem maďarských sportovních svazů.
Po první světové válce studoval techniku v Praze a od roku 1923 přestoupil do pražského plaveckého klubu APK Praha. Jako člen APK startoval v roce 1924 s reprezentačním týmem vodních pólistů na olympijských hrách v Paříži. Po skončení studia v roce 1925 se vrátil do Košic, kde podnikal v automobilovém průmyslu.
Zemřel za nejasných okolností v první polovině roku 1945. Podle jedné verze byl zabit při útěku z transportu do koncentračního tábora. Je pohřben na hřbitově v Petržalce.

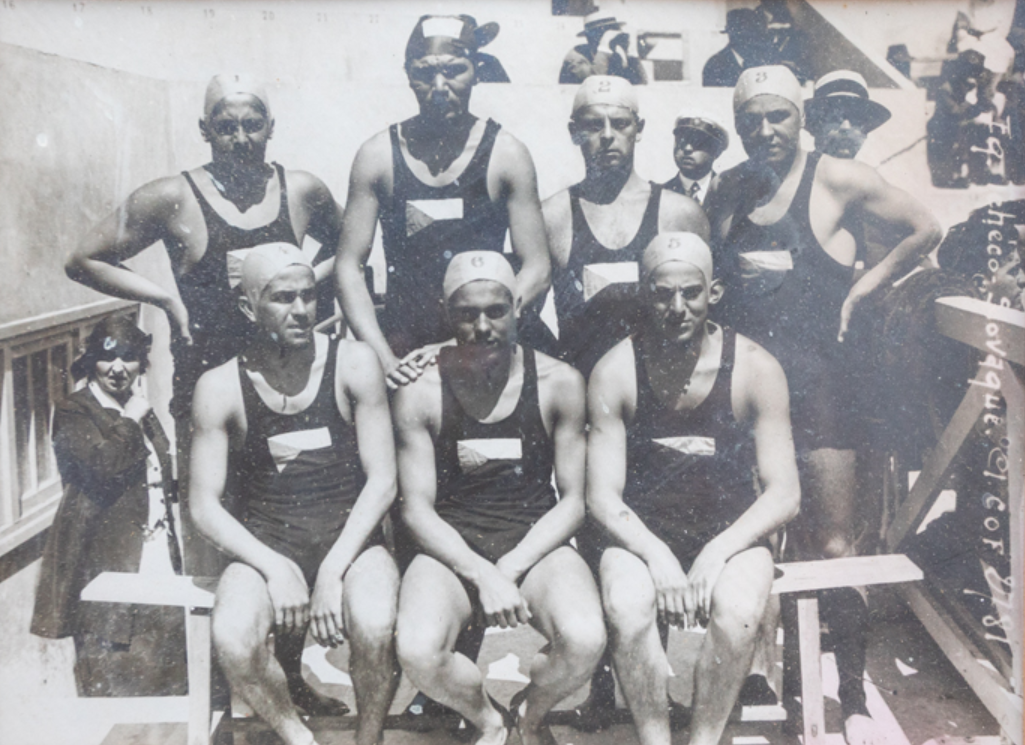
Československý olympijský tým ve vodním pólu na LOH 1924, Béla Neményi stojí třetí zleva